# Illinoia grindeliae
Illinoia grindeliae är en insektsart som först beskrevs av Williams, T.A. 1911.  Illinoia grindeliae ingår i släktet Illinoia och familjen långrörsbladlöss.

## Underarter
Arten delas in i följande underarter:
- I. g. palmerae
- I. g. grindeliae